# لكسيس نكسيس
ليكسيس نيكسيس هي شركة تبيع منصات التنقيب عن البيانات من خلال بوابات الإنترنت، والبحث القانوني بمساعدة الكمبيوتر (CALR) ومعلومات حول شرائح واسعة من المستهلكين حول العالم.  خلال السبعينيات، بدأت شركة ليكسيس نيكسيس في تسهيل الوصول إلى المستندات القانونية والصحفية إلكترونيًا. اعتبارًا من 2006، تمتلك الشركة أكبر قاعدة بيانات إلكترونية في العالم للمعلومات القانونية والمتعلقة بالسجلات العامة.